# Canal (imagen digital)

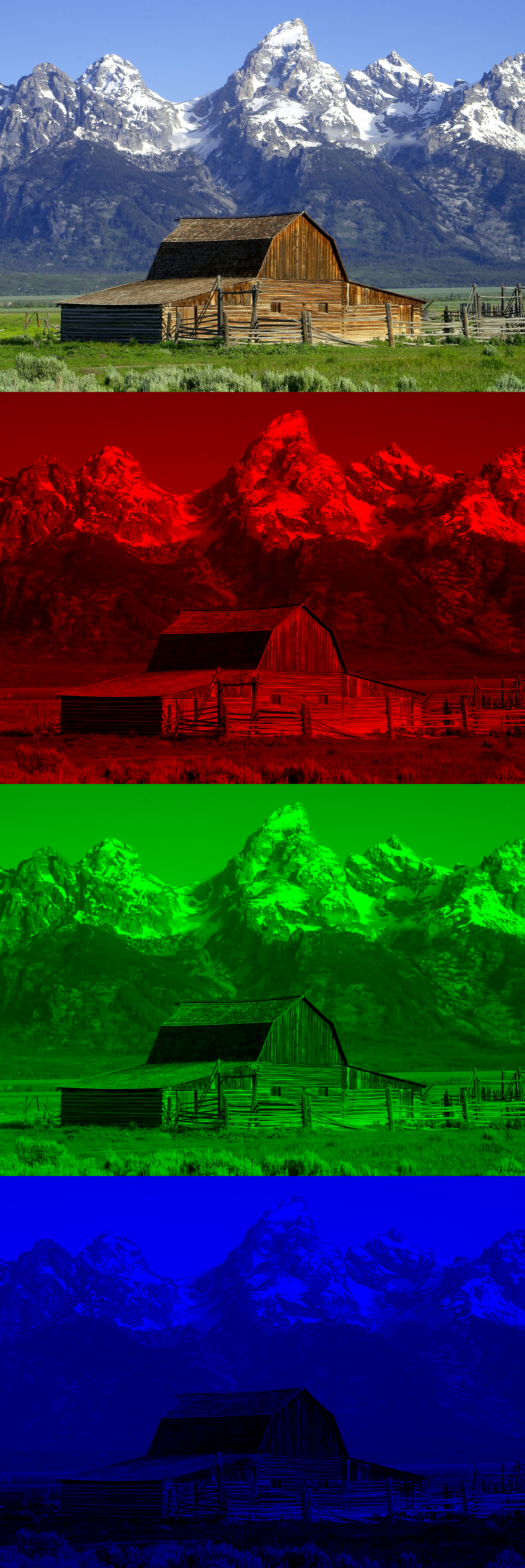
Ejemplo de separación de canales RGB.

Las imágenes digitales en color están hechas de píxeles, y los píxeles están formados por combinaciones de colores primarios. Un canal en este contexto es la imagen en escala de grises del mismo tamaño que la imagen en color, hecha de uno de estos colores primarios. Por ejemplo, una imagen de una cámara digital estándar tendrá los canales rojo, verde y azul. Una imagen en escala de grises tendrá solo un canal.

## Introducción
En el dominio digital, puede haber cualquier número de colores primarios convencionales para formar una imagen; un canal en este caso es similar a una imagen en escala de grises sobre cualquier color primario convencional. Por extensión, un canal es cualquier imagen en escala de grises del mismo tamaño que la "propia" imagen, y asociado con ella.
"Canal" es un término convencional utilizado para referirse a cierto componente de una imagen. En la realidad, cualquier formato de imagen puede usar internamente su propio algoritmo para almacenar imágenes. Por ejemplo, las imágenes en GIF realmente hacen referencia al color de cada píxel mediante un índice, el cual referencia a una tabla donde se almacenan los componentes de color. Sin embargo, independientemente del formato en el que se almacena la imagen, los canales de color pueden determinarse siempre, en la medida en que la imagen final pueda ser renderizada.
El concepto de canales se extiende más allá del espectro visible en imágenes multiespectrales e hiperespectrales. En ese contexto, cada canal corresponde a un rango de longitudes de onda y contiene información espectroscópica. Los canales pueden tener múltiples anchos y rangos.
Existen tres tipos de canales principales (o modelos de color), y tienen sus respectivas ventajas e inconvenientes.

### RGB
Una imagen RGB tiene tres canales: rojo, verde y azul. Los canales RGB derivan u obedecen a los receptores de color del ojo humano, y se usan en monitores de ordenador y escáneres de imagen.
Si la imagen RGB es de 24 bits (estándar desde 2005), cada canal tiene 8 bits, para el rojo, verde y azul— en otras palabras, la imagen está compuesta de tres imágenes (una por cada canal), donde cada imagen puede almacenar píxeles con intensidades de brillo convencional entre 0 y 255. Si la imagen RGB es de 48 bits (alta resolución), cada canal está hecho de imágenes de 16 bits.

### CMYK
Una imagen CMYK tiene cuatro canales: cian, magenta, amarillo y negro. CMYK es el estándar para imprimir,donde se utiliza la síntesis sustractiva de color,
Una imagen CMYK de 32 bits (estándar desde 2005) está hecha de cuatro canales de 8 bits, uno para el cian, uno para el magenta, uno para el amarillo y uno para el negro. No es común almacenar imágenes CMYK de 64 bits (16 bits por canal), debido al hecho de que CMYK es dependiente de dispositivo, mientras que RGB es el estándar genérico para almacenamiento independiente de dispositivo.

### HSV
HSV, o Hue Saturation Value, almacena la información de color en tres canales, al igual que RGB, pero un canal está dedicado al brillo (Value), y los otros dos transmiten la información de color. El canal "value" es exactamente el mismo que el canal Negro de CMYK o su negativo.
HSV es especialmente útil en compresión de vídeo con pérdida, donde la pérdida de información del color es menos perceptible al ojo humano.

## Canal alfa
El canal alfa almacena la información de transparencia — cuanto mayor es el valor, más opaco es el píxel. Ninguna cámara o escáner mide la transparencia, aunque los objetos físicos la poseen, pero el canal alfa es extremadamente útil para la composición de imágenes digitales.
La tecnología croma involucra a actores frente a un fondo con un color primario, que posteriormente se establece a transparente y se superpone a otro fondo.
Los formatos de imagen GIF y PNG utilizan canales alfa en la World Wide Web para combinar las imágenes en la página web con fondos no uniformes.

## Profundidad de color
En digitalización de imágenes, los canales de color se convierten a números. Como las imágenes contienen miles de píxeles, cada uno con múltiples canales, los canales se codifican normalmente con el menor número de bits posible. Los valores típicos son 8 bits por canal o 16 bits por canal.

## Tamaños de canal optimizados
Como el cerebro no percibe necesariamente diferencias en cada canal para el mismo grado que en otros canales, es posible que cambiar el número de bits para cada canal resulte en un almacenamiento óptimo; en particular, para imágenes RGB, comprimir más el canal azul y después el rojo puede ser mejor que dar el mismo espacio a cada canal. Este tipo de compresión "preferencial" es el resultado de estudios que muestran que la retina humana en realidad utiliza el canal rojo para distinguir el detalle, junto con el verde en menor medida, y usa el canal azul como información ambiental o para el fondo.
Entre otras técnicas, la compresión de vídeo con pérdida utiliza un submuestreo de crominancia para reducir la profundidad de color de los canales (matiz y saturación), mientras mantiene toda la información sobre el brillo (valor en HSV).